# Alice Ader
Pour les articles homonymes, voir Ader.
Ne doit pas être confondu avec Alice Degeer-Adère.
Alice Ader, née en 1945 à Paris, est une pianiste française.

## Biographie
Alice Ader effectue ses études au Conservatoire national supérieur de musique de Paris avec Geneviève Dehelly d'abord puis dans la classe de Lucette Descaves et de Jacques Février en musique de chambre. Elle obtient sa médaille en 1963. Elle se produit pour la première fois en solo à la Salle Gaveau, à quinze ans.
Après sa médaille au Concours international Marguerite Long en 1967, elle poursuit son perfectionnement pendant trois ans en Autriche, à l’Akademie für Musik und Kunst Wien Darstellende jusqu'en 1970, avec Bruno Seidlhofer.
Elle est assistante pour la classe d'accompagnement du lied de Paul von Schilawsky à Salzbourg. Elle accompagne aussi la soprano Gerda Hartman.
En 1986 elle enregistre l'un de ses premiers disques en soliste, consacré aux Valses et Ländler de Franz Schubert. L'année suivante, elle grave l'intégrale des Vingt Regards sur l'Enfant-Jésus d'Olivier Messiaen.
En 1994 elle fonde l'Ensemble Ader consacré à la musique de chambre.
Elle s'est produite en récital ou avec orchestre au Théâtre des Champs-Élysées, au Châtelet, Salle Gaveau (1960), au Festival de Montpellier, au Midem de Cannes, au Wiener Konzerthaus, au Mozarteum de Salzbourg (1964), au Wigmore Hall de Londres, et au Théâtre de Saint-Louis de Lisbonne.
Alice Ader a été soliste pour la télévision et la radio, notamment sur Radio France, la BBC, la Südwestfunk allemande et Radio Lisbonne.

## Créations
- Philippe Hersant, Trio : variations sur la Sonnerie de Sainte-Geneviève-du-Mont de Marin Marais (Radio France, 11 décembre 1998), Ensemble Ader[3]
- Gérard Pesson, Butterfly’s note-book (2000) Ensemble Ader
- Olivier Greif, Ich ruf zu dir (2000), sextuor pour piano, clarinette et quatuor à cordes. 13 février 2000, Maison de Radio-France.
- Philippe Hersant, Concerto Streams (2002)
- Olivier Penard, The others death, pour baryton et piano, Abbaye de la Prée (2011)

## Hommage et distinction
- Chevalière de la Légion d'honneur (décret du 27 mars 2016[4])

## Discographie

### Soliste
- 1985 : Benda, Sonates et sonatines (LP Valois/Auvidis AV 4829) (OCLC 635824722) (BNF 38111853) (LCCN 2010617297)
- 1986 : Schubert, Valses nobles, Valses sentimentales, Ländler (octobre 1986, Harmonia Mundi HMA 1905233) (OCLC 36492205) (BNF 38330914)
- 1987 : Messiaen, Vingt Regards sur l'Enfant-Jésus (31 mars/1, 2 avril/9-11 juin/1-3 juillet 1987, Adda 581061/2 / Accord 242722) (OCLC 18495650) (BNF 38276331)
- 1989 : Nunes, Litanies du feu et de la mer nos 1 et 2 (janvier 1998, Adda / Accord 242812) (OCLC 492804425) (BNF 38534732)
- 1990 : Debussy, Images, Estampes (avril 1989, Erato 0630147862 / LC0200) (BNF 38337418)
- 1995 : Brahms, Ballades op. 10, Klavierstücke op. 76, Intermezzi op. 117 - sur un piano Bechstein de 1887 (10/13 avril 1995, Accord 472 334-2) (OCLC 40093727) (BNF 38336258)
- 1998 : Messiaen, Préludes pour piano, Pièces pour le Tombeau de Paul Dukas (juillet 1997, Pianovox PIA 504-2) (OCLC 225670722)
- 1998 : Debussy, Préludes vol. I, Jeux (septembre 1998, Pianovox PIA 517-2 / Ogam/Agon 488005-2)[5] (OCLC 883660953)
- 2001 : Debussy, Préludes vol. II, Children's Corner (août 2000, Pianovox PIA 538-2)[6] (OCLC 407120317)
- 2004 : Hersant, Éphémères, 24 pièces pour piano (Koka Media CEZ 4032)
- 2007 : Bach, L'Art de la fugue BWV 1080, (enregistrement de concert, 22 septembre 2007, Fuga Libera FUG 544) (OCLC 811454278) (BNF 41437979)[7]
- 2010 : Hersant, Éphémères, Musical humors pour alto et orchestre à cordes - Arnaud Thorette, alto ; Orchestre de Paris-Sorbonne ; Dir. Johan Farjot (enregistrement de concert 2009, Disques Triton TRI 331170) (BNF 42335538)
- 2009 : Moussorgski, L'Œuvre pour piano (19-23 octobre 2009, 2CD Fuga Libera FUG 566)(OCLC 811454747), (LCCN 2014621417) (BNF 42227023)
- 2010 : Scarlatti, Sonates pour piano : K. 8, 12, 25, 32, 40, 43, 56, 59, 69, 70, 83, 85, 95, 99, 144, 202, 225, 244, 373 et 441 (21-23 juin 2010, Fuga Libera FUG 574)[8],[9] (OCLC 811455166) (BNF 42335878).
- 2012 : Ravel, L'Œuvre pour piano (2002, 2CD Fuga Libera FUG 592) (OCLC 811642802) (BNF 42706712)[10]

### Musique de chambre
- 1997 : Fauré, Quatuor avec piano, op. 15, Quintette avec piano, op. 115 - Ensemble Ader : Christophe Poiget, Marie Charvet, violons ; Pascal Robault, alto ; Isabelle Veyrier, violoncelle (octobre 1996, Accord 476 161-0) (OCLC 39395185) (BNF 39144701)
- 1997 : Chausson, Concert, op. 21, La Chanson perpétuelle op. 37, Mélodies op. 36 - Ensemble Ader, Bernarda Fink, mezzo-soprano (octobre 1998, Accord 476 742-7) (BNF 39969198)
- 1999 : Philippe Hersant, Trio : variations sur la Sonnerie de Sainte-Geneviève-du-Mont de Marin Marais - Christophe Poiget, violon ; Isabelle Veyrier, violoncelle (1999, MFA/Radio France MFA 216033) (OCLC 491969217)
- 2000 : Messiaen, Quatuor pour la fin du Temps, La mort du nombre - Ensemble Ader (mars 2000, Assai 222112) (BNF 38534775)
- 2002 : Delaistier : Chants sérieux : Œuvres de musique de chambre, Wie aus der Ferne ; Dans la lumière des mots-vigiles - Ensemble Ader (juin 2000, L'empreinte Digitale ED13142) (BNF 38602862)
- 2005 : Franck, Prélude, Fugue et Variation, Prélude, Choral et Fugue, Quintette en fa mineur, pour piano et cordes - Ensemble Ader (3-6 février 2002, Fuga Libera FUG 509) (OCLC 811454257) (BNF 41289828)

Elle a participé aussi à :
- Lekeu, Quatuor, Molto adagio, Larghetto, Trois poèmes° - Rachel Yakar, soprano° ; Isabelle Veyrier, violoncelle ; Ensemble Musique oblique (janvier 1994, Harmonia mundi HMC 901455) ()
- Pousseur Dichterliebesreigentraum - Marianne Pousseur, soprano ; Peter Harvey, baryton ; Alice Ader et Brigitte Foccroulle, piano ; Orchestre Philharmonique de Liège, Dir. Pierre Bartholomée (13-17 septembre 1995, Cyprès CYP 7602) (OCLC 40310863)
- Hersant, Concerto pour violoncelle et orchestre Nachtgesang° ; Mouvement* ; Pavane pour alto solo ; Lebenslauf - Alice Ader*, Siegfried Palm, violoncelle°, Pierre-Henri Xuereb, alto ; Sharon Cooper, soprano, Ensemble Alternance, Dir. Arturo Tamayo (mai 1993, Harmonia Mundi) (OCLC 31371089)

## Articles
- Éric Taver, « (Auto)Portrait : Alice Ader, l'ascèse et le plaisir », Répertoire, Paris, no 144,‎ mars 2001, p. 22-23 (ISSN 1148-6244)
- Stéphan Vincent-Lancrin, « Entretien : Alice Ader et Debussy, Alice au pays des merveilles », Classica, La Varenne St Hilaire, no 30,‎ 2001, p. 38-40 (ISSN 1298-7875, OCLC 56137683)